# Zdzisław Serafin
Zdzisław Serafin (niekiedy w źródłach Edmund Serafin) (ur. 16 sierpnia 1948 w Jeleniej Górze) – polski lekkoatleta, płotkarz.

## Osiągnięcia
Największe sukcesy odnosił w biegu na 400 metrów przez płotki. Wystąpił w tej konkurencji na mistrzostwach Europy w 1969 w Atenach oraz na mistrzostwach Europy w 1971 w Helsinkach, ale na obu zawodach odpadł w eliminacjach. W finale Pucharu Europy w 1970 w Sztokholmie zajął 7. miejsce na tym dystansie.
Był mistrzem Polski w biegu na 400 metrów przez płotki w 1970 i wicemistrzem w sztafecie 4 × 400 metrów w tym samym roku.
W latach 1969–1971 wystąpił w jedenastu meczach reprezentacji Polski na 400 m przez płotki, odnosząc jedno zwycięstwo indywidualne. Był zawodnikiem Hutnika Nowa Huta i Wawelu Kraków.

## Rekordy życiowe
Rekord życiowy Serafina w biegu na 400 m przez płotki wynosił 50,4 s. przy pomiarze ręcznym (8 sierpnia 1970, Warszawa) oraz 51,53 s. przy pomiarze elektronicznym (10 sierpnia 1971, Helsinki)